# Romet Pony (2016)
Romet Pony – polski motorower produkowany przez Arkus & Romet Group od 2016 roku.
Motorower ten zachowuje stylistykę i charakter z poprzednich odsłon tego modelu (1978–1994).

## Specyfikacja
- Wymiary: 1780 mm x 775 mm x 1030 mm,
- Rozstaw osi: 1220 mm,
- Silnik: czterosuwowy, jednocylindrowy, chłodzony powietrzem,
- Pojemność: 49,9 cm³,
- Moc maksymalna: 2,2 kW (3 KM),
- Rozruch: elektryczny, nożny,
- Zapłon: elektroniczny CDI,
- Sprzęgło: mokre, wielotarczowe,
- Skrzynia biegów: 4-biegowa manualna,
- Przeniesienie napędu: łańcuch,
- Prędkość maksymalna: 45 km/h,
- Pojemność zbiornika paliwa: 9 l,
- Hamulec przód/tył: tarczowy/tarczowy,
- Opony przód/tył: 120 × 70 -12" / 120 × 70 -12".,
- Amortyzator przód/tył: teleskopowy USD, centralny,
- Masa pojazdu gotowego do jazdy: ok. 107 kg,

## Romet Pony 125

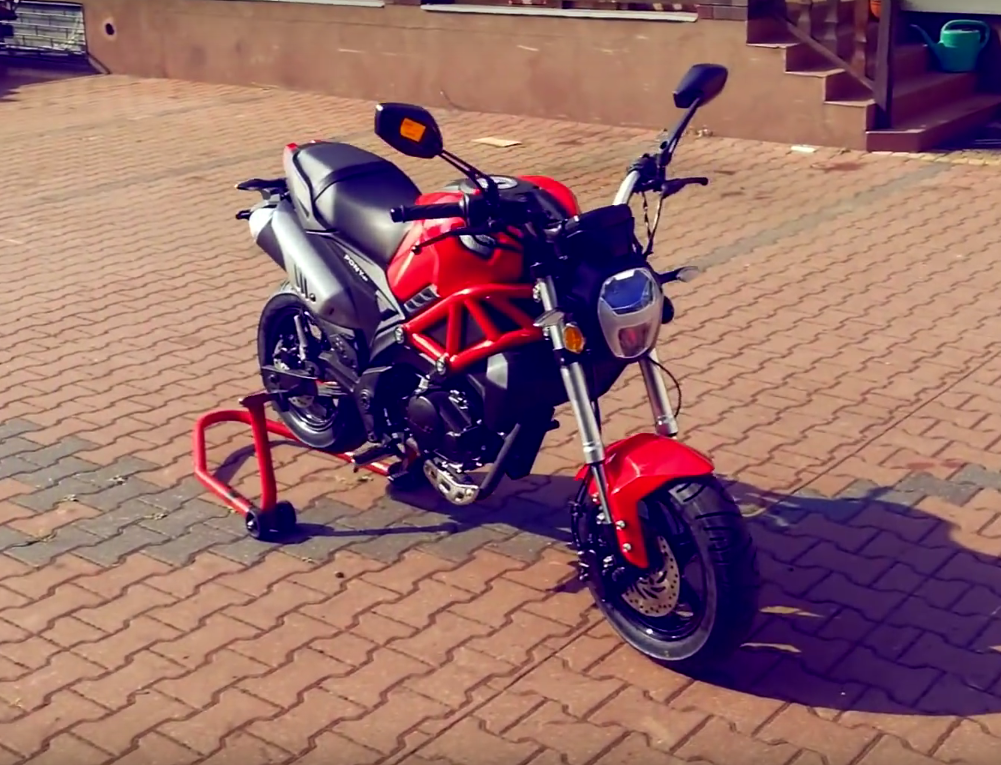
Romet Pony 125

W 2018 roku do gamy modeli dołączono model o pojemności 125cc różniący się plastikami, przednią i tylną lampą oraz ramą która mogła unieść silnik z pionowym cylindrem.

### Specyfikacja
- Wymiary: 1740 mm x 800 mm x 1010 mm,
- Rozstaw osi: 1245 mm,
- Silnik: czterosuwowy, jednocylindrowy, chłodzony powietrzem,
- Pojemność: 125 cm³,
- Moc maksymalna: 6,7 kW (9,2 KM),
- Rozruch: elektryczny,
- Zapłon: elektroniczny ECU,
- Sprzęgło: mokre, wielotarczowe,
- Skrzynia biegów: 5-biegowa manualna,
- Przeniesienie napędu: łańcuch,
- Prędkość maksymalna: 85 km/h,
- Pojemność zbiornika paliwa: 9 l,
- Hamulec przód/tył: tarczowy/tarczowy,
- Opony przód/tył: 120 × 70 -12" / 120 × 70 -12".,
- Amortyzator przód/tył: teleskopowy USD, centralny,
- Masa pojazdu gotowego do jazdy: ok. 118 kg,